# Listriella barnardi
Listriella barnardi är en kräftdjursart som beskrevs av Wigley 1966. Listriella barnardi ingår i släktet Listriella och familjen Liljeborgiidae. Inga underarter finns listade i Catalogue of Life.